# Leucanopsis bactris
Leucanopsis bactris là một loài bướm đêm thuộc phân họ Arctiinae, họ Erebidae.